# Amietophrynus turkanae
Amietophrynus turkanae е вид земноводно от семейство Крастави жаби (Bufonidae).

## Разпространение
Видът е разпространен в Кения.